# Йосип Вукович
Йосип Вукович (хорв. Josip Vuković; нар. 2 травня 1992, Спліт, Хорватія) — хорватський футболіст, півзахисник «Марітіму».

## Життєпис
Розпочав свій футбольний шлях у клубі «Хайдук» (Спліт), саме в період виступів в складі молодіжної команди хорватського гранда Йосип спочатку дебютував у юнацькій збірній Хорватії (U-17), а в сезоні 2010/11 років став основним гравцем юнацькій збірній Хорватії (U-19). Однак ще влітку 2011 року Вукович покинув розташування «Хайдука» та перейшов до клубу другої ліги чемпіонату Хорватії ФК «Дугопольє». Проте незабаром після цього Йосип отримав важку травму й пропустив 1,5 сезони, повернувшись на футбольне поле лише наприкінці сезону 2012/13 років. Влітку 2014 року знову став гравцем сплітського «Хайдука» й 24 серпня в програному (0:2) поєдинку проти Першої ліги проти «Осієка» Вукович дебютував у футболці сплітського колективу. На той час Вукович не був гравцем основного складу, тому дебют гравця в першій команді став можливим завдяки тому, що головний тренер «Хайдука» Ігор Тудор вирішив дати перепочинок декільком ключовим гравцям основного складу.
У 2015 році залишив розташування «Хайдука» та перейшов до клубу «Істра 1961». У 2017 році повернувся до Спліта, але підписав контракт не з «Хайдукам», а з іншою комнадою, ФК «Спліт». Того ж року виїхав до Боснії і Герцеговини, де захищав кольори клубу «Вітез» у Прем'єр-лізі. 
2 березня 2018 року підписав контракт з клубом «Олімпік» (Донецьк). Дебютував у складі донецького клубу 4 березня 2018 року в програному (0:1) виїзному поєдинку 22-го туру УПЛ проти ФК «Маріуполь». Йосип вийшов на поле в стартовому складі та відіграв увесь матч.
22 червня 2018 року перейшов у португальське «Марітіму»

## Титули і досягнення
- Володар Кубка Хорватії (1):

«Хайдук»: 2021-22